# Ouvrage du Billig
L'ouvrage du Billig est un ouvrage fortifié de la ligne Maginot, situé sur la commune de Budling, dans le département de la Moselle.
C'est un gros ouvrage d'artillerie, comptant huit blocs. Construit à partir de 1930, il a été épargné par les combats de juin 1940, avant de subir des tests de destructions de la part des Allemands et des Américains.

## Position sur la ligne
Faisait partie du sous-secteur d'Elzange dans le secteur fortifié de Thionville, l'ouvrage du Billig, portant l'indicatif A 18, est intégré à la « ligne principale de résistance » entre d'une part au nord-ouest la casemate CORF d'intervalle du Bois-de-Kœnigsmacker (C 52) et un blockhaus RFM et d'autre part à l'est trois blockhaus RFM et la casemate CORF de Hummersberg Nord (C 53), à portée de tir des canons des gros ouvrages de Métrich plus loin à l'ouest et de Hackenberg plus à l'est.

## Description
L'ouvrage est composé en surface de sept blocs de combat et d'un bloc d'entrée, avec en souterrain une caserne, une cuisine, des latrines, un poste de secours, des PC, des stocks d'eau, de gazole et de nourriture, des installations de ventilation et de filtrage de l'air, des magasins à munitions (plusieurs M 2) et une usine électrique, le tout relié par des galeries profondément enterrées. Ces galeries sont construites au minimum à 30 mètres de profondeur pour les protéger des bombardements. L'énergie est fournie par quatre groupes électrogènes, composés chacun d'un moteur Diesel SGCM GVU 33 (fournissant 120 chevaux à 500 tr/min) couplé à un alternateur, complétés par un petit groupe auxiliaire (un moteur CLM 1 PJ 65, de 8 ch à 1 000 tr/min) servant à l'éclairage d'urgence de l'usine et au démarrage pneumatique des gros diesels. Le refroidissement des moteurs se fait par circulation d'eau.
Ce gros ouvrage a la particularité de n'être doté que de son entrée des munitions, devenu par la force des choses entrée mixte (les deux seules vraies entrées mixtes du Nord-Est sont celles de Vélosnes et du Chesnois). L'ouvrage n'a également pas reçu de magasin à munitions (M 1).
- Bloc 1 : casemate d'infanterie flanquant vers le nord avec deux créneaux pour JM (jumelage de mitrailleuses) et deux cloches GFM (guetteur fusil-mitrailleur, dont l'une sert d'observatoire avec un périscope, indicatif O 25).
- Bloc 2 : bloc d'infanterie avec une tourelle de mitrailleuses et une cloche GFM.
- Bloc 3 : casemate d'infanterie flanquant vers le sud-est avec deux créneaux pour JM et deux cloches GFM.
- Bloc 4 : casemate d'artillerie flanquant vers le nord-ouest avec deux créneaux pour canon de 75 mm R modèle 1932, une tourelle de 75 mm R modèle 1932, une cloche LG (lance-grenades) et une cloche GFM.
- Bloc 5 : casemate d'artillerie flanquant vers le sud-est avec deux créneaux pour canon de 75 mm modèle 1932 et une cloche GFM.
- Bloc 6 : bloc d'artillerie avec une tourelle de 81 mm et une cloche GFM.
- Bloc 7 : bloc observatoire avec une cloche VDP (vue directe et périscopique, indicatif O 1), une cloche GFM et une cloche LG.
- Entrée mixte : en plan incliné descendant, armée avec un créneau mixte pour JM/AC 37 (avec un canon antichar de 37 mm) et deux cloches GFM[5].

## Équipage
L'équipage de l'ouvrage constitué de 537 hommes (dont 16 officiers) sous les ordres du commandant Roy, appartenait aux 167e RIF et 151e RAP.

## Historique
Le Billig ne fit pas l'objet d'attaque importante de la Wehrmacht en 1940, mais subit d'importants dégâts pendant et après la guerre à la suite d'essais d'armement des Allemands et des Américains.
L'ouvrage a été restauré dans le cadre de la guerre froide, puis entretenu.

## L'ouvrage aujourd'hui
L'ouvrage est désormais à l'abandon. L'intérieur ayant été vandalisé et pillé, les accès à l'ouvrage (comme nombre de ses homologues) ont finalement été remblayés pour prévenir toute intrusion. Les parties supérieures ainsi que les vestiges du casernement extérieurs sont pour la plupart encore bien visibles de nos jours.